# Lewy Tor
Lewy Tor – miesięcznik, a następnie dwutygodnik społeczno-literacki, ukazujący się w latach 1935–1936.
Czasopismo prezentowało program lewicowy. Autorzy wywodzili się m.in. ze środowiska Polskiej Partii Socjalistycznej. W piśmie publikowano teksty o aktualnych problemach społecznych i politycznych II Rzeczypospolitej. Wśród autorów znaleźli się m.in. Adam Próchnik, Wanda Wasilewska, Leon Kruczkowski, Stanisław Baczyński, Kazimierz Czachowski, Marian Czuchnowski, Jan Nepomucen Miller, a także twórcy związani z grupami literackimi Przedmieście i Kwadryga. Kilka numerów pisma zostało skonfiskowanych przez cenzurę.